# De Nijverheid (Hengelo)
De Nijverheid is een buurt in het westen van Hengelo. Deze buurt maakt deel uit van de wijk Wilderinkshoek en ligt ten zuiden van de spoorlijn Hengelo-Zutphen. Ze staat bekend als buurt 64. De buurt is vernoemd naar de nijvere arbeiders die in de Hengelose industrie werkten. De Nijverheid is de grootste buurt van Wilderinkshoek en telde 4613 inwoners in 2008. Het oudste deel van de buurt is een tuindorp dat in de jaren 20 en 30 van de 20e eeuw werd gebouwd als arbeidersbuurt. Het gebied ligt daar waar vroeger de marken Woolde, Twekkelo en Oele gelegen waren.
In de omgeving van het Krabbenbosplein bevindt zich het karakteristieke Engelse dorp, waarvan de bouw in 1947 begon. Het is genoemd naar de daar toegepaste Maycrete-woningen van Engelse makelij. In de jaren 80 van de 20e eeuw is nog de buurt Genseler gebouwd, welke formeel tot De Nijverheid behoort maar in karakter daar sterk van verschilt. Naar het westen toe gaat deze buurt over in een parkachtig gebied met retentievijvers dat begrensd wordt door een autosnelweg.

## Externe bron
- Wijkanalyse Wilderinkshoek[dode link]